# Hłyboke (obwód kijowski)
Hłyboke (ukr. Глибоке) – wieś na Ukrainie, w obwodzie kijowskim, w rejonie boryspolskim, w hromadzie Boryspol. W 2001 liczyła 2107 mieszkańców, spośród których 2049 wskazało jako ojczysty język ukraiński, 52 rosyjski, 1 węgierski, 1 rumuński, 2 białoruski, a 2 inny.